# Ducado de Ferrara
El Ducado de Ferrara fue un antiguo estado italiano, existente entre 1471 y 1598.  Su gobierno estuvo durante casi toda su historia bajo la casa de Este, que lo perdió a manos de los Estados Pontificios en 1598.

## Geografía
Estaba situado en la parte septentrional de la península itálica, en el tramo final del valle del Po, junto al golfo de Venecia. Lindaba al este con el mar Adriático, al norte con la república de Venecia, al oeste con el ducado de Mantua, el ducado de Módena y Reggio y la ciudad estado de Mirandola, y al sur con Bolonia y los Estados Pontificios. Sus principales ciudades eran Ferrara, Comacchio y Cento; con una superficie aproximada de 2.000 km², tenía una población de entre 80.000 y 100.000 habitantes.

## Historia
Desde que en 1196 se estableció el Marquesado de Ferrara, la región permaneció bajo el poder de la familia de los Este. En 1452 Borso de Este fue nombrado duque de Módena por el emperador Federico III de Habsburgo y en 1471 el papa Paulo II elevó el marquesado a ducado.
Sin embargo, entre 1482 y 1484 tuvo lugar la guerra de Ferrara, entre Hércules I de Este y la República de Venecia, que supuso un gran revés para la ciudad, ya que los Este tuvieron que ceder Rovigo. También se enemistaron con el papa Sixto IV que tras volver a Roma, intentaba reorganizar los Estados Pontificios.
A pesar de estos reveses, 1492 fue el año de mayor crecimiento urbanístico de la ciudad gracias al proyecto Addizione Erculea de Biagio Rossetti, que amplió la ciudad hacia el norte con un esquema racional de vías y palacios. Este constituye uno de los primeros proyectos urbanísticos en una ciudad europea. 

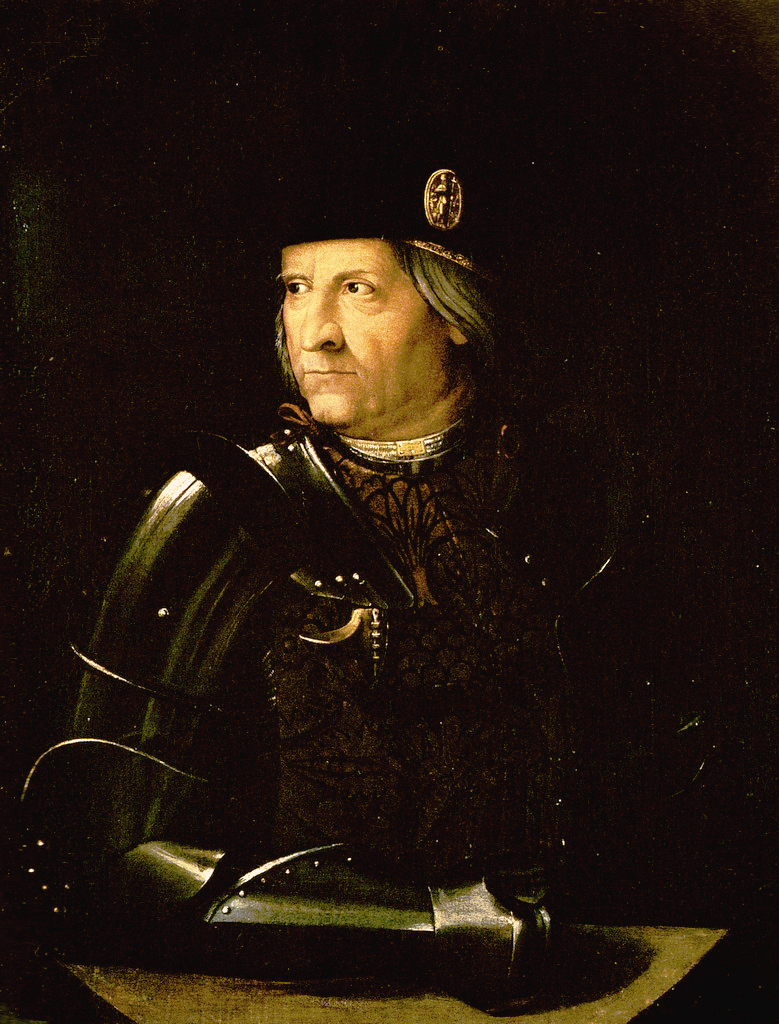
Hércules I de Este

Durante el reinado de Hércules I de Este, Ferrara creció como centro cultural pues en ella vivieron: grandes pintores como Dosso Dossi, Tiziano o Giovanni Bellini y literatos como Ludovico Ariosto, Petrarca o Torquato Tasso. Pero sobre todo, destacó en el ámbito musical, prueba de ello fue la composición de Missa Hercules dux Ferrarie, de Josquin des Prez. También destacaron músicos como: Jacob Obrecht o Antoine Brumel.

Bajo el reinado de Alfonso I de Este, desde 1505 hasta 1534, se forjaron alianzas con Francia y España contra el Papado. Alfonso d'Este estuvo casado con Lucrecia Borgia y como ya hizo su padre anteriormente, creó en Ferrara una espléndida corte que atrajo a famosos artistas de la época. Su preferencia por la música instrumental llevó a Ferrara a convertirse en un centro importante de composición para laúd.

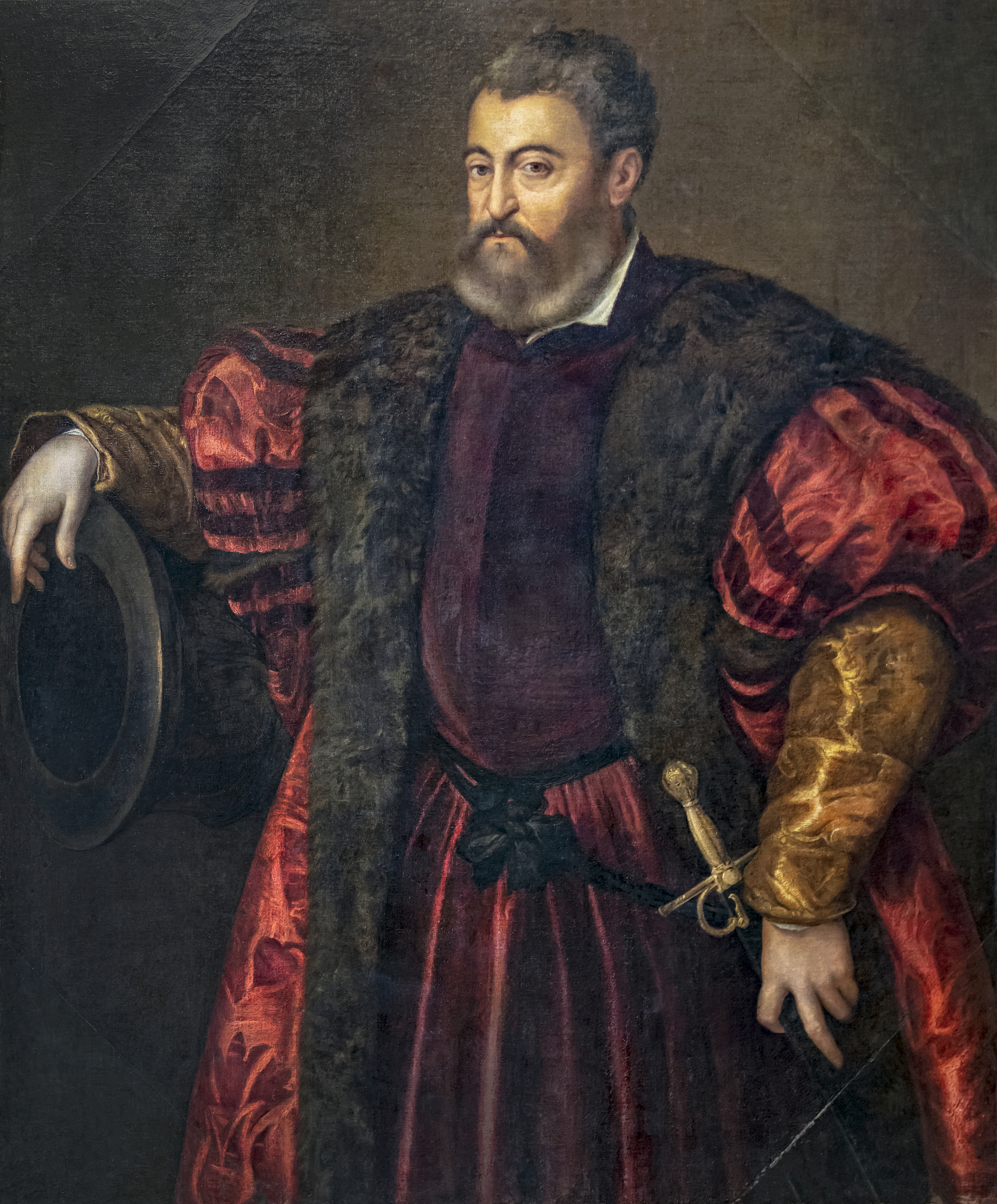
Alfonso I de Este.

 Entró inicialmente en la Liga de Cambrai contra Venecia (1508) y permaneció como aliado de Luis XII de Francia, incluso cuando el papa Julio II hubo firmado un acuerdo de paz con Venecia. Julio II llegó incluso a excomulgar a Alfonso en 1510. Entre 1526 y 1527 Alfonso participó en la expedición del emperador Carlos V, contra el Papa Clemente VII, el cual ratificó a Alfonso como duque de Ferrara. 
Hércules II de Este, hijo de Alfonso y Lucrecia, continuó agrandando Ferrara y tuvo que resolver el problema de las relaciones con el Papa, con un acuerdo negociado durante el 1539 por su hermano Francisco. Cuando Enrique II de Francia retomó la actividad militar en la península itálica en 1551, Hércules II apoya al francés, asumiendo el mando de la liga formada por Francia, los Estados Pontificios y Ferrara contra el poder imperial. Pero mientras el ejército francés se encontraba en Nápoles, el duque abandonó la alianza y llegó a un acuerdo con España que le dejaba íntegramente sus dominios el 18 de mayo de 1558. En los años de su gobierno, Ferrara se convierte en uno de los principales centros de la Reforma en Italia, ya que su mujer, Renata de Francia, era calvinista.
Su hijo, Alfonso II de Este, convirtió a Ferrara una vez más en un gran núcleo musical, comparable solo con la ciudad de Venecia. Los visitantes venían a escuchar las producciones espectaculares de los músicos de Ferrara, cuyas actividades terminaron en 1598 con el fin de la corte de los Este. Ese año comenzó una decadencia inevitable pues la línea directa de sucesión de la familia Este se acabó y, aunque  Alfonso II designó como sucesor a su primo César, el papa Clemente VIII rehusó reconocer los derechos de Este e incorporó Ferrara a los Estados Pontificios.